# 미엥지제츠포들라스키역

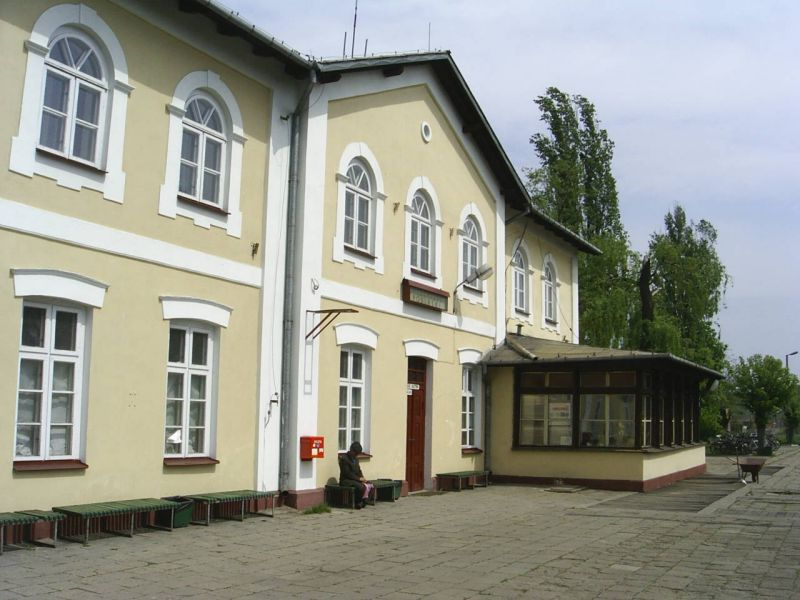
미엥지제츠포들라스키

미엥지제츠포들라스키(폴란드어: Międzyrzec Podlaski)는 폴란드 루블린주 미엥지제츠포들라스키에 위치한 철도역이다. 1867년 문을 열었다.